# São Lourenço do Douro
A Freguesia de São Lourenço do Douro foi uma freguesia portuguesa do Município de Marco de Canaveses, freguesia que tinha 4,08 km² de área e 987 habitantes (2011), e, por isso, uma densidade populacional de 241,9 hab/km².
Foi extinta (agregada) pela reorganização administrativa de 2013, tendo o seu território sido agregado ao da Freguesia de Sande para criar a Freguesia de Sande e São Lourenço do Douro.

## População
| População da freguesia de São Lourenço do Douro | População da freguesia de São Lourenço do Douro | População da freguesia de São Lourenço do Douro | População da freguesia de São Lourenço do Douro | População da freguesia de São Lourenço do Douro | População da freguesia de São Lourenço do Douro | População da freguesia de São Lourenço do Douro | População da freguesia de São Lourenço do Douro | População da freguesia de São Lourenço do Douro | População da freguesia de São Lourenço do Douro | População da freguesia de São Lourenço do Douro | População da freguesia de São Lourenço do Douro | População da freguesia de São Lourenço do Douro | População da freguesia de São Lourenço do Douro | População da freguesia de São Lourenço do Douro |
| ----------------------------------------------- | ----------------------------------------------- | ----------------------------------------------- | ----------------------------------------------- | ----------------------------------------------- | ----------------------------------------------- | ----------------------------------------------- | ----------------------------------------------- | ----------------------------------------------- | ----------------------------------------------- | ----------------------------------------------- | ----------------------------------------------- | ----------------------------------------------- | ----------------------------------------------- | ----------------------------------------------- |
| 1864                                            | 1878                                            | 1890                                            | 1900                                            | 1911                                            | 1920                                            | 1930                                            | 1940                                            | 1950                                            | 1960                                            | 1970                                            | 1981                                            | 1991                                            | 2001                                            | 2011                                            |
| 533                                             | 590                                             | 531                                             | 524                                             | 491                                             | 530                                             | 584                                             | 701                                             | 752                                             | 705                                             | 827                                             | 968                                             | 1 004                                           | 951                                             | 987                                             |

| Distribuição da População por Grupos Etários | Distribuição da População por Grupos Etários | Distribuição da População por Grupos Etários | Distribuição da População por Grupos Etários | Distribuição da População por Grupos Etários | Distribuição da População por Grupos Etários | Distribuição da População por Grupos Etários | Distribuição da População por Grupos Etários | Distribuição da População por Grupos Etários | Distribuição da População por Grupos Etários |
| -------------------------------------------- | -------------------------------------------- | -------------------------------------------- | -------------------------------------------- | -------------------------------------------- | -------------------------------------------- | -------------------------------------------- | -------------------------------------------- | -------------------------------------------- | -------------------------------------------- |
| Ano                                          | 0-14 Anos                                    | 15-24 Anos                                   | 25-64 Anos                                   | > 65 Anos                                    |                                              | 0-14 Anos                                    | 15-24 Anos                                   | 25-64 Anos                                   | > 65 Anos                                    |
| 2001                                         | 221                                          | 150                                          | 478                                          | 102                                          |                                              | 23,2%                                        | 15,8%                                        | 50,3%                                        | 10,7%                                        |
| 2011                                         | 179                                          | 137                                          | 528                                          | 143                                          |                                              | 18,1%                                        | 13,9%                                        | 53,5%                                        | 14,5%                                        |

## Património
- Igreja de São Lourenço (matriz)
- Casa do Ribeiro
- Capela no lugar de Ribeiro
- Quinta do Pinhete com capela